# Melangyna ochreolinea
Melangyna ochreolinea är en tvåvingeart som först beskrevs av Hull 1944.  Melangyna ochreolinea ingår i släktet flickblomflugor, och familjen blomflugor. Inga underarter finns listade i Catalogue of Life.